# Lessertinella
Genre
Lessertinella est un genre d'araignées aranéomorphes de la famille des Linyphiidae.

## Distribution
Les espèces de ce genre se rencontrent en Europe.

## Liste des espèces
Selon World Spider Catalog (version 19.0, 20/05/2018) :
- Lessertinella carpatica Weiss, 1979
- Lessertinella kulczynskii (Lessert, 1909)

## Étymologie
Ce genre est nommé en l'honneur de Roger de Lessert.

## Publication originale
- Denis, 1947 : Sur Gongylidiellum kulczynskii de Lessert (Aran. Erigonidae). Revue suisse de zoologie, vol. 54, p. 55-59 (texte intégral).